# Họ Mao lương
Họ Mao lương (danh pháp khoa học: Ranunculaceae), còn có tên là họ Hoàng liên, là một họ thực vật có hoa thuộc bộ Mao lương. Họ này được các nhà phân loại học thực vật công nhận rộng rãi. Các loài được biết đến nhiều nhất trong họ này có lẽ là cỏ chân ngỗng, mao lương, ô đầu và uy linh tiên.
Kể từ hệ thống APG năm 1998 thì APG cũng công nhận họ này và đặt nó trong bộ Mao lương (Ranunculales), thuộc nhánh eudicots (thực vật hai lá mầm thật sự). Họ này chứa khoảng 50-65 chi, với khoảng 1.500-2.500 loài, chủ yếu là cây thân thảo, nhưng có một vài loài là loại dây leo thân gỗ (chẳng hạn chi Clematis). Chúng được tìm thấy ở nhiều nơi trên thế giới.
Một số hệ thống phân loại cũ còn gộp cả các loài mẫu đơn (chi Paeonia) vào trong họ Ranunculaceae, nhưng chi này hiện nay được đặt trong họ của chính nó là họ Mẫu đơn (Paeoniaceae). Các chi Circaeaster (Tinh diệp thảo) và Kingdonia (Độc diệp thảo) hiện nay thuộc họ Tinh diệp thảo (Circaeasteraceae).
Các chi đa dạng loài nhất là Ranunculus (600 loài), Delphinium (400 loài), Thalictrum (330 loài), Clematis (325 loài), Aconitum (300 loài), Anemone s.l. (190 loài), Aquilegia (80 loài).
Họ này phân bố rộng khắp thế giới, nhưng đặc biệt đa dạng tại khu vực ôn đới Bắc bán cầu.

## Phân loại
Takhtadjan (1997) coi Ranunculaceae là họ duy nhất trong bộ Ranunculales mà ông đặt trong phân lớp Ranunculidae thay vì trong một liên bộ. Trước đó Thorne (1992) đặt Ranunculaceae trong Berberidales, một bộ trong liên bộ Magnolianae. Sớm hơn, Cronquist (1981) gộp Ranunculaceae cùng 7 họ khác trong Rancunculales một bộ trong Magnoliidae mà ông coi là một phân lớp. David (2010) đặt Ranuculaceae cùng với Eupteleaceae, Lardizabalaceae, Menispermaceae, Berberidaceae và Papaveraceae trong Ranunculales, bộ duy nhất của liên bộ Ranunculanae. Điều này là lấy theo công trình của Angiosperm Phylogeny Group.
Họ Ranunculaceae sensu stricto (APG) là 1 trong 7 họ gộp trong bộ Ranunculales trong phạm vi eudicots theo phân loại của Angiosperm Phylogeny Group. Họ này là đơn ngành với Glaucidium là nhóm chị-em với các chi còn lại. Phát sinh chủng loài này được minh họa trong áp phích của APG.

### Phân chia nhỏ
Các phân chia nhỏ ban đầu của họ này, như trong Adanson (1763), đơn giản chỉ phân chia họ này dựa trên cơ sở quả một hạt hay nhiều hạt. Prantl (1887) chia họ này thành 3 tông là Paeonieae, Hellebroreae và Anemoneae, với Paeonia, Glaucidium và Hydrastis tạo thành tông Paeoniaae. Năm 1932 Langlet sử dụng các kiểu nhiễm sắc thể để tạo ra 2 phân họ là Ranunculoideae và Thalictroideae. Năm 1966 Tamura phát triển tiếp hệ thống của Langlet bằng việc bổ sung các đặc trưng của hoa, với sự phân chia thành 6 phân họ, bao gồm:
- Helleboroideae
- Ranunculoideae
- Isopyroideae
- Thalictroideae
- Coptidoideae
- Hydrastidoideae

nhưng năm 1988 ông giáng Coptidoideae thành 1 tông trong Isopyroideae, và họ này được chia thành 5 phân họ, một sự sắp xếp mà ông còn tiếp tục sử dụng trong chuyên khảo năm 1993 để chia các phân họ lớn thành các tông, dù khi đó Paeonia và Glaucidium không còn được coi là thuộc về Ranunculaceae. Paeonia được tách ra khỏi Ranuculaceae và đặt trong họ của chính nó là Paeoniaceae (thuộc bộ Saxifragales). Các chi khác nguyên được xếp trong Ranunculaceae bao gồm cả Circaeaster nay thuộc họ của chính nó là Circaeasteraceae.
Hệ thống hoàn chỉnh của Tamura như sau:
- Phân họ Ranunculoideae Hutch.
  - Adonideae Kunth
  - Anemoneae DC.
  - Ranunculeae DC.
- Phân họ Helleboroideae Hutch.
  - Helleboreae DC.
  - Cimicifugeae Torrey & A.Gray
  - Delphineae Schrödinger
  - Nigelleae Schrödinger
- Phân họ Isopyroideae Tamura
  - Coptideae Langlet ex Tamura & K.Kosuge
  - Dichocarpeae Tamura & K.Kosuge
  - Isopyreae Schrödinger
- Phân họ Thalictroideae
- Phân họ Hydrastidoideae

Chi Glaucidium từng được chuyển sang họ của chính nó là Glaucidiaceae nhưng hiện nay lại được coi là thuộc về họ Ranuculaceae.

### Phát sinh chủng loài phân tử
Khi đưa vào phân tích phát sinh chủng loài phân tử thì chỉ mỗi Thalictroideae là đơn ngành. Vị trí của Glaucidium và các đặc trưng hình thái độc nhất vô nhị của nó gợi ý rằng nó nên được coi là một phân họ đơn loài Glaucidioideae. Tương tự, Hydrastis cũng được coi là một phân họ, là Hydrastidoideae. Cả hai chi này đều chỉ chứa 1 loài, tương ứng là Glaucidium palmatum và Hydrastis canadense.
Các mối quan hệ giữa các chi gợi ý sự tồn tại của ba nhánh chính, tương ứng là Coptidoideae, Thalictroideae (nhánh A) và Ranunculoideae (nhánh F). Nhánh F là lớn nhất, với 4 phân nhánh (B–E). Trong số này thì C tương ứng với Delphineae, D với Cimicifugae còn E thì với Ranunculoideae. Vì thế, Wang et al. (2009) đã đề xuất phân loại mới bao gồm 5 phân họ, và chia Ranunculoideae thành 10 tông. Mối quan hệ giữa các phân họ được chỉ ra trong biểu đồ dưới đây.
Ngoài 2 chi đơn loài ra thì Coptoideae có 3 chi với 17 loài, Thalictroideae có 9 chi với 450 loài, bao gồm chi Thalictrum với 330 loài và chi Aquilegia với 80 loài. Các chi còn lại với 2.025 loài, bằng 81% tổng số loài của họ này thuộc về phân họ Ranunculoideae. Kingdonia từng được Tamura đưa vào Anemoneae, nhưng hiện nay thuộc về Circaeasteraceae.
Các phân họ của Ranunculaceae (5) và các tông của Ranunculoideae như sau: 
- Glaucidioideae (Tamura) Loconte (1 chi)
- Hydrastidoideae Engler (1 chi)
- Coptidoideae Tamura (3 chi)
- Thalictroideae Raf. (10 chi)
- Ranunculoideae Arn. (46 chi)
  - Adonideae Kunth
  - Delphinieae Schröd.
  - Nigelleae Schröd.
  - Helleboreae DC.
  - Cimicifugeae Torr.and A.Gray
  - Caltheae Bercht.and J.Presl
  - Asteropyreae W.T.Wang and C. Y.Chang
  - Callianthemeae W.Wang and Z. D.Chen
  - Anemoneae DC.
  - Ranunculeae DC.

|  | Coptidoideae                                                      |
|  |                                                                   |
|  | \| \| Ranunculoideae \| \| \| \| \| \| Thalictroideae \| \| \| \| |
|  |                                                                   |
|  | Ranunculoideae                                                    |
|  |                                                                   |
|  | Thalictroideae                                                    |
|  |                                                                   |

|  | Ranunculoideae |
|  |                |
|  | Thalictroideae |
|  |                |

|  | Coptidoideae                                                      |
|  |                                                                   |
|  | \| \| Ranunculoideae \| \| \| \| \| \| Thalictroideae \| \| \| \| |
|  |                                                                   |
|  | Ranunculoideae                                                    |
|  |                                                                   |
|  | Thalictroideae                                                    |
|  |                                                                   |

|  | Ranunculoideae |
|  |                |
|  | Thalictroideae |
|  |                |

|  | Coptidoideae                                                      |
|  |                                                                   |
|  | \| \| Ranunculoideae \| \| \| \| \| \| Thalictroideae \| \| \| \| |
|  |                                                                   |
|  | Ranunculoideae                                                    |
|  |                                                                   |
|  | Thalictroideae                                                    |
|  |                                                                   |

|  | Ranunculoideae |
|  |                |
|  | Thalictroideae |
|  |                |

|  | Coptidoideae                                                      |
|  |                                                                   |
|  | \| \| Ranunculoideae \| \| \| \| \| \| Thalictroideae \| \| \| \| |
|  |                                                                   |
|  | Ranunculoideae                                                    |
|  |                                                                   |
|  | Thalictroideae                                                    |
|  |                                                                   |

|  | Ranunculoideae |
|  |                |
|  | Thalictroideae |
|  |                |

|  | Coptidoideae                                                      |
|  |                                                                   |
|  | \| \| Ranunculoideae \| \| \| \| \| \| Thalictroideae \| \| \| \| |
|  |                                                                   |
|  | Ranunculoideae                                                    |
|  |                                                                   |
|  | Thalictroideae                                                    |
|  |                                                                   |

|  | Ranunculoideae |
|  |                |
|  | Thalictroideae |
|  |                |

|  | Coptidoideae                                                      |
|  |                                                                   |
|  | \| \| Ranunculoideae \| \| \| \| \| \| Thalictroideae \| \| \| \| |
|  |                                                                   |
|  | Ranunculoideae                                                    |
|  |                                                                   |
|  | Thalictroideae                                                    |
|  |                                                                   |

|  | Ranunculoideae |
|  |                |
|  | Thalictroideae |
|  |                |

|  | Coptidoideae                                                      |
|  |                                                                   |
|  | \| \| Ranunculoideae \| \| \| \| \| \| Thalictroideae \| \| \| \| |
|  |                                                                   |
|  | Ranunculoideae                                                    |
|  |                                                                   |
|  | Thalictroideae                                                    |
|  |                                                                   |

|  | Ranunculoideae |
|  |                |
|  | Thalictroideae |
|  |                |

|  | Coptidoideae                                                      |
|  |                                                                   |
|  | \| \| Ranunculoideae \| \| \| \| \| \| Thalictroideae \| \| \| \| |
|  |                                                                   |
|  | Ranunculoideae                                                    |
|  |                                                                   |
|  | Thalictroideae                                                    |
|  |                                                                   |

|  | Ranunculoideae |
|  |                |
|  | Thalictroideae |
|  |                |

### Các chi
Ranunculaceae chứa các chi sau.
Phân họ Glaucidioideae
- Glaucidium Siebold & Zuccarini

Phân họ Hydrastidoideae
- Hydrastis L.

Phân họ Coptidoideae
- Coptis Salisb.: Hoàng liên.
- Xanthorhiza Marshall

Phân họ Ranunculoideae
Tông Asteropyreae (có thể gộp trong phân họ Coptidoideae).
- Asteropyrum J.R.Drumm. & Hutch.

Tông Adonideae
- Adonis L.: Cỏ phúc thọ, trắc kim trản hoa.
- Trollius L. (bao gồm cả Megaleranthis): Kim liên hoa, cây nụ vàng.

Tông Delphinieae
- Aconitum L.: Ô đầu, phụ tử.
- Delphinium L. (bao gồm cả Aconitella, Chienia, Consolida, Diedropetala, Gymnaconitum?, Pseudodelphinium): Thúy tước, phi yến thảo, la lết.

Tông Nigelleae
- Nigella L. (bao gồm cả Garidella, Komaroffia): Hắc chủng thảo.

Tông Helleboreae
- Helleborus L.: Thiết khoái tử, cây trị điên, lê lư.

Tông Cimicifugeae
- Actaea L. (bao gồm cả Cimicifuga, Souliea): Loại diệp thăng ma, thăng ma (một số tài liệu gọi nhầm thành ngưu bàng, cụ thể là A. lappa), hoàng tam thất.
- Anemonopsis Siebold & Zuccarini
- Beesia Balf.f. & W.W.Sm.: Thiết phá la.
- Eranthis Salisb. (bao gồm cả Shibateranthis): Thỏ quỳ, ô đầu ông.

Tông Caltheae
- Caltha L. (bao gồm cả Psychrophila?, Thacla): Lư đề thảo, cỏ móng lừa.

Tông Callianthemeae
- Callianthemum C.A.Mey.: Mĩ hoa thảo.

Tông Anemoneae
- Anemoclema (Franch.) W.T.Wang: Anh túc liên hoa.
- Anemone L.(bao gồm cả Anemonanthea, Anemonanthera?, Anemonastrum, Anemonidium, Anemonoides?, Anetilla, Arsenjevia, Barneoudia?, Capethia, Eriocapitella, Jurtsevia, Knowltonia, Miyakea, Oreithales?, Pulsatilla): Cỏ chân ngỗng, phong quỳ, ngân liên hoa, dã liên hoa, bạch đầu ông.
- Clematis L. (bao gồm cả Archiclematis, Atragene, Clematopsis, Coriflora, Naravelia, Viorna): Uy linh tiên, ông lão, thiết tuyến liên, mộc thông, hỗ diệp thiết tuyến liên, tích lan liên.
- Hepatica Mill.: Cây lá gan, chương nhĩ tế tân. Có thể gộp trong Anemone.

Tông Ranunculeae
- Calathodes Hook.f. & Thomson: Kê trảo thảo, cỏ móng gà.
- Callianthemoides Tamura
- Ceratocephala Moench (bao gồm cả Ceratocephalus): Mao lương quả sừng.
- Ficaria Guett.
- Halerpestes Greene: Kiềm mao lương.
- Hamadryas Comm. ex Juss.
- Krapfia DC.
- Laccopetalum Ulbr.
- Metanemone W.T.Wang: Mao lương liên hoa.
- Myosurus L.
- Oxygraphis Bunge: Nha chích hoa, hoa chân quạ.
- Paroxygraphis W.W.Sm.: 1 loài Paroxygraphis sikkimensis.
- Ranunculus L. (bao gồm cả Aphanostemma, Aspidophyllum, Batrachium, Casalea, Gampsoceras, Rhopalopodium?): Mao lương.
- Trautvetteria Fisch. & C.A.Mey.
- Arcteranthis Greene: 1 loài Arcteranthis cooleyae.
- Beckwithia Jepson
- Coptidium (Prantl) Rydberg
- Cyrtorhyncha Torrey & A. Gray: 1 loài Cyrtorhyncha ranunculina.
- Kumlienia Greene: 1 loài Kumlienia hystricula. Có thể gộp trong Ranuculus như là Ranuculus hystriculus.
- Peltocalathos Tamura

Phân họ Thalictroideae
- Anemonella Spach (gồm cả Syndesmon): 1 loài (Anemonella thalictroides). Có thể gộp trong Thalictrum như là Thalictrum thalictroides.
- Aquilegia L.: Lâu đẩu?, cỏ bồ câu.
- Dichocarpum W.T.Wang & P.K.Hsiao: Nhân tự quả.
- Enemion Rafinesque: Nghĩ biển quả thảo.
- Isopyrum L. (bao gồm cả Paropyrum): Biển quả thảo, cỏ quả dẹp.
- Leptopyrum Reichenbach: Lam cận thảo.
- Leucocoma (Greene) Nieuwl.
- Paraquilegia J.R.Drumm. & Hutch. (bao gồm cả Alexeya): Giả lâu đẩu.
- Semiaquilegia Makino: Thiên quỳ.
- Thalictrum L. (bao gồm cả Piuttia, Schlagintweitiella, Stipularia): Thổ hoàng liên, đường tùng thảo.
- Urophysa Ulbr.: Vĩ nang thảo.

## Thư viện ảnh

### Các tông của phân họ Ranunculoideae

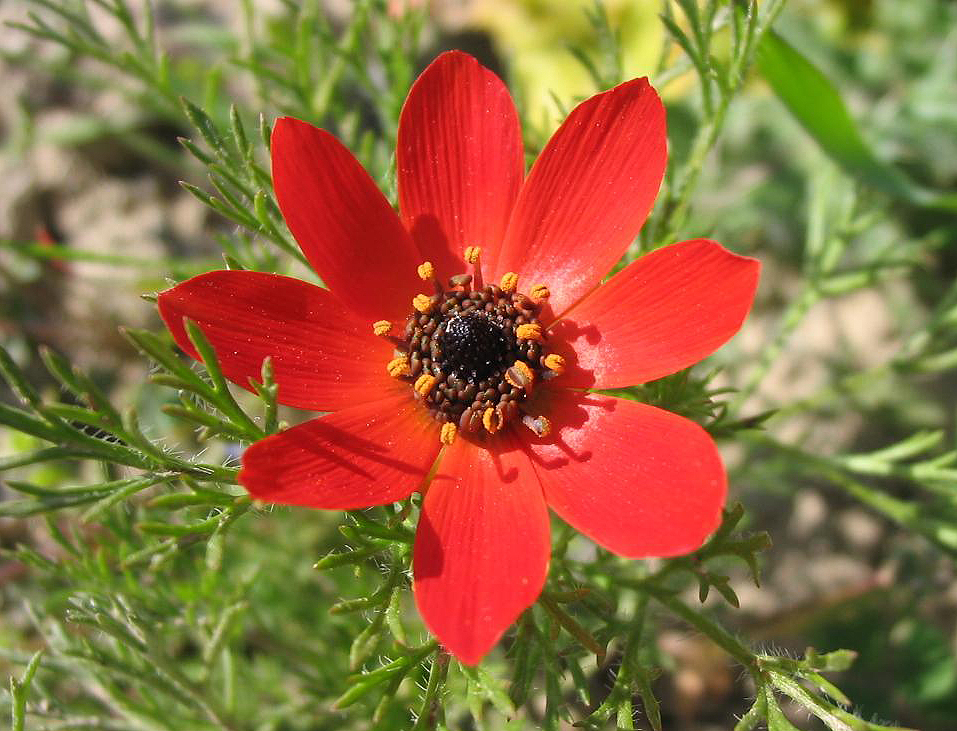
Adonideae: Adonis annua
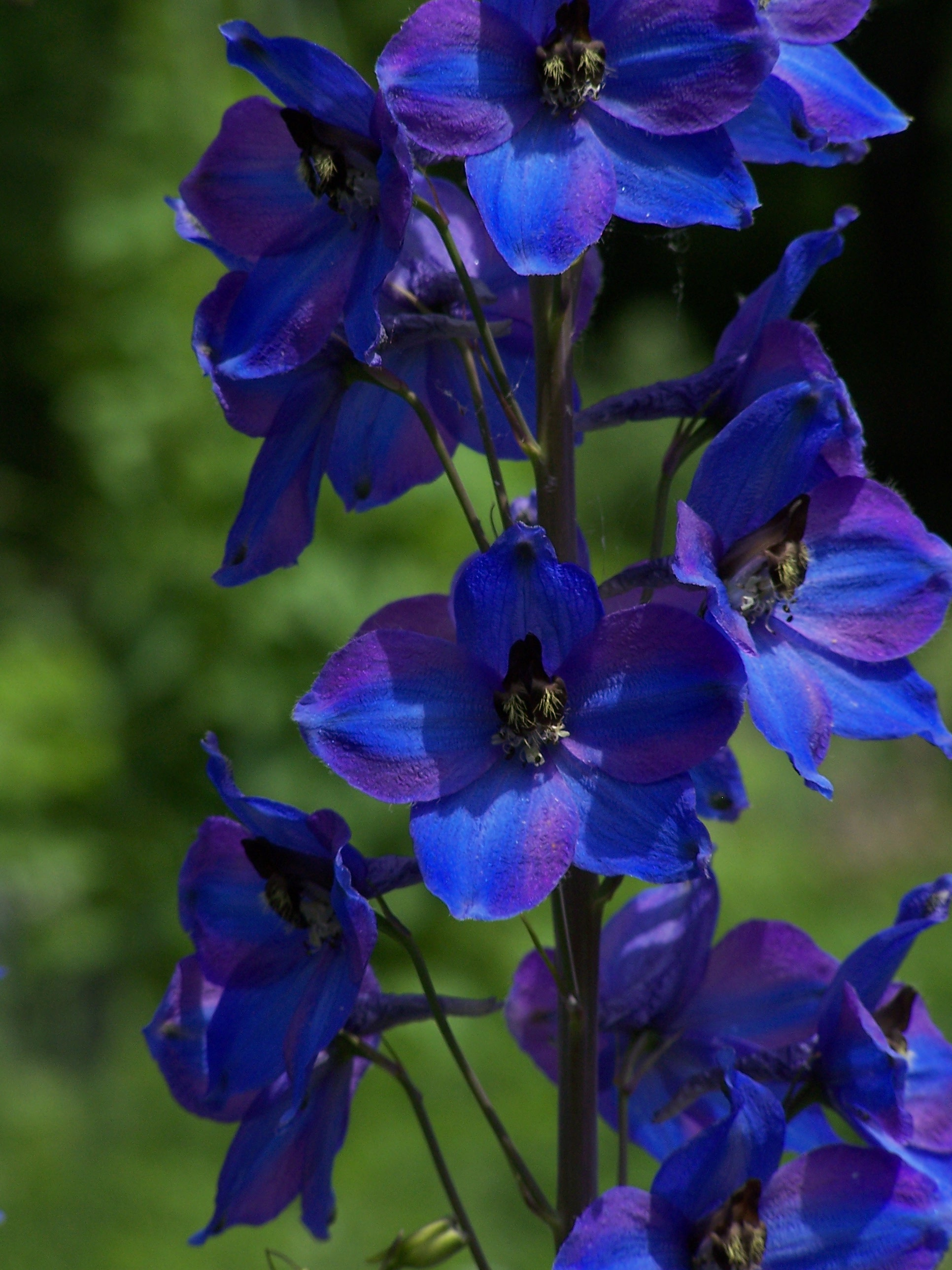
Delphinieae: Delphinium elatum hybrid
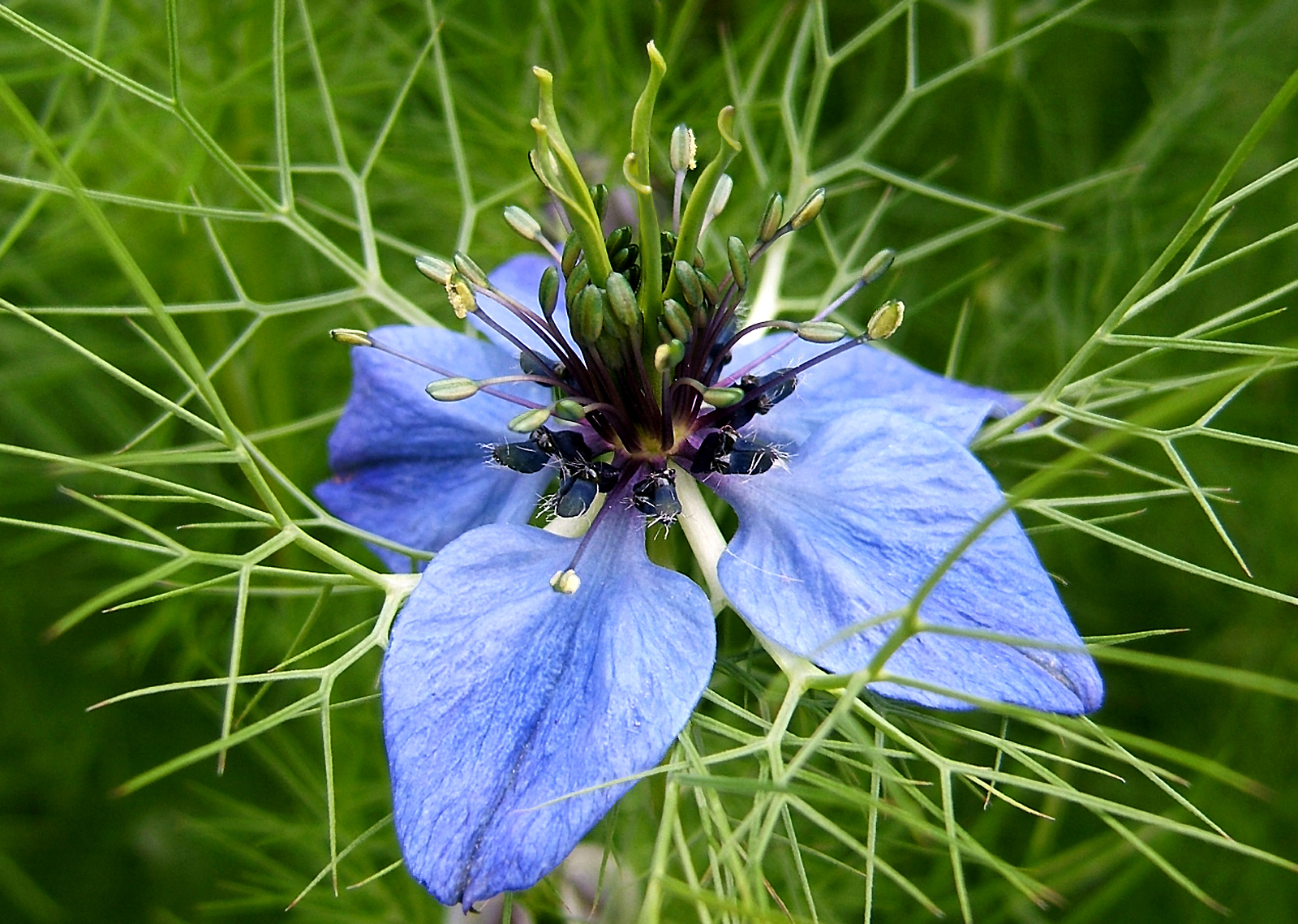
Nigelleae: Nigella damascena
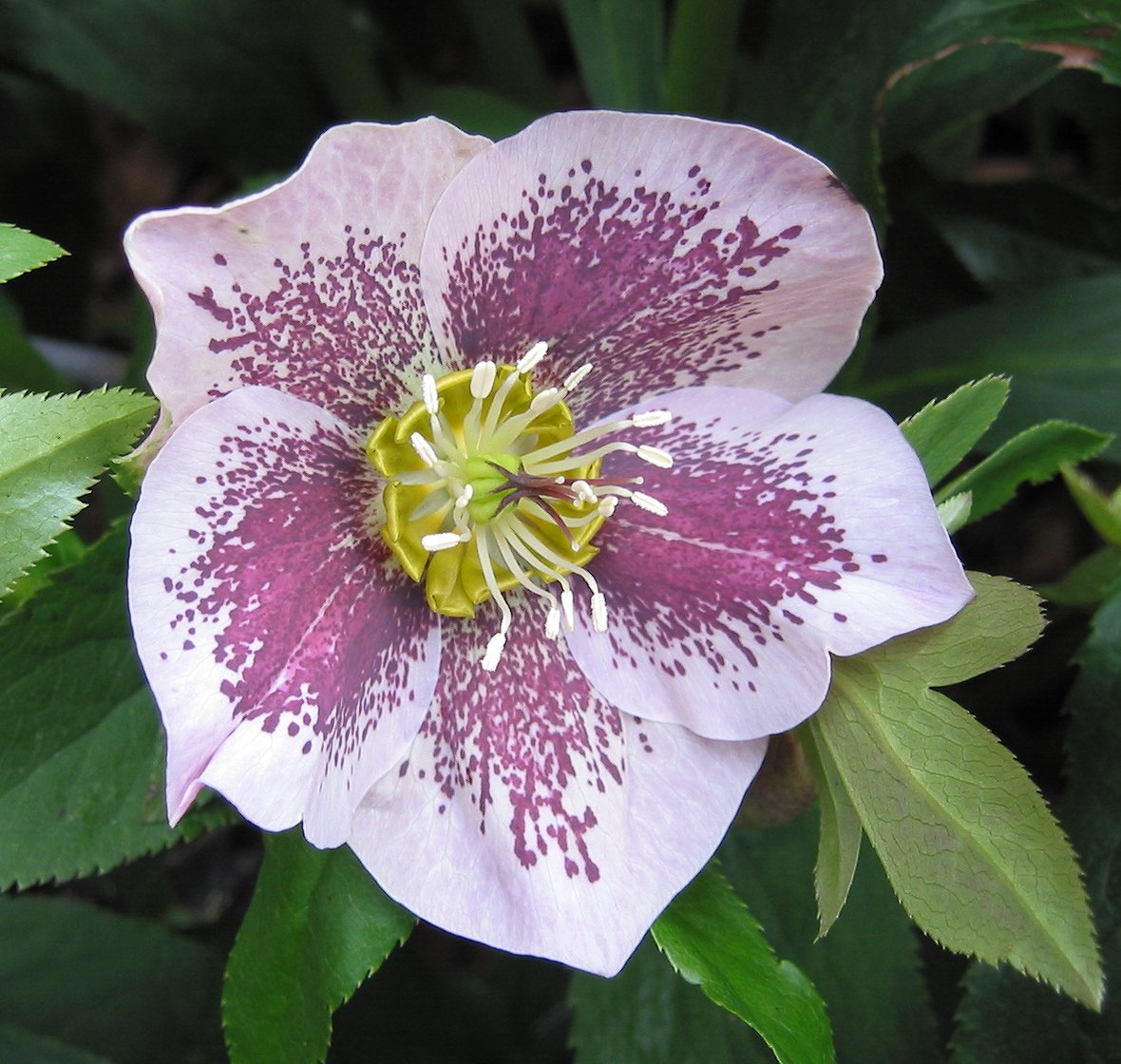
Helleboreae: Helleborus × hybridus
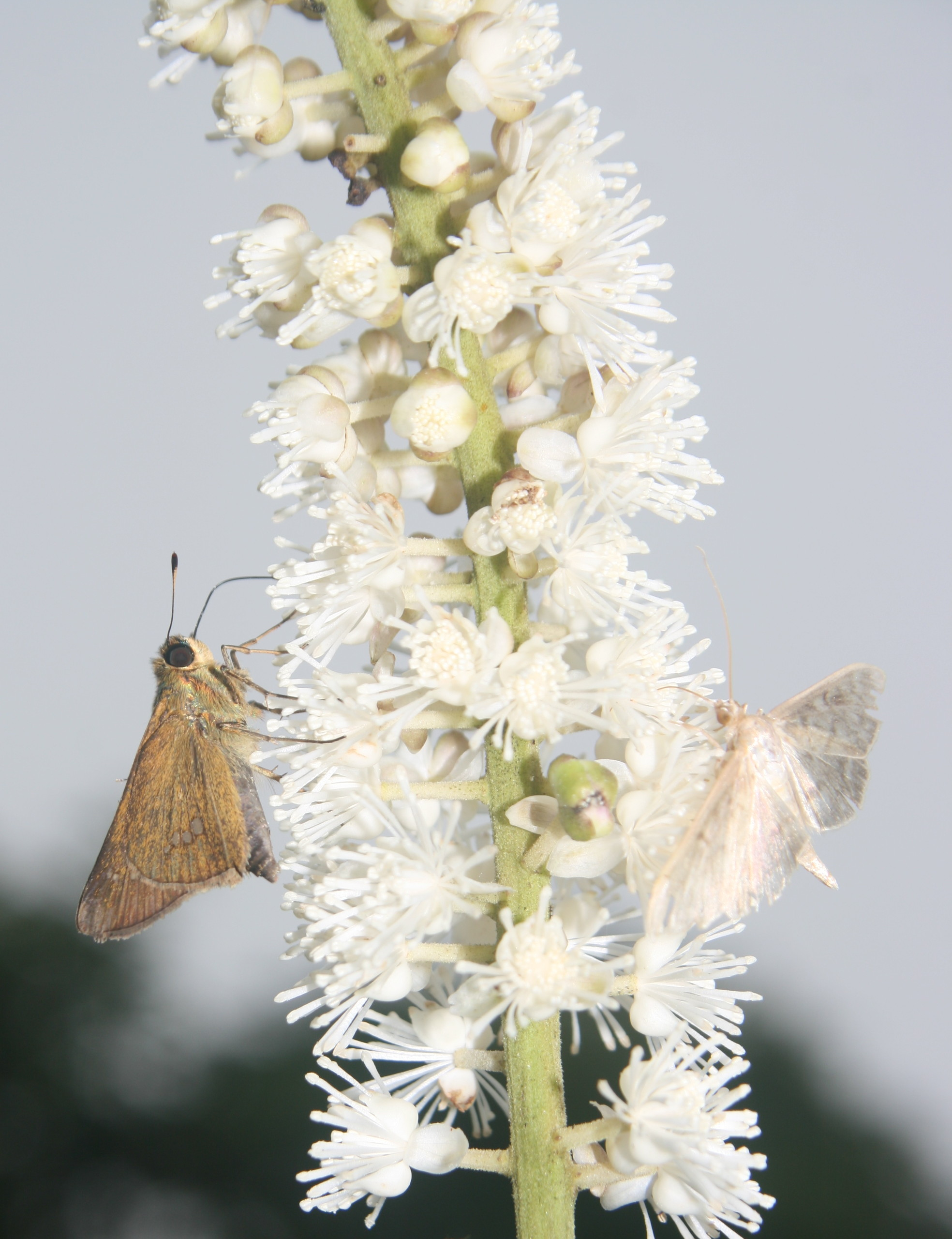
Cimicifugeae: Cimicifuga simplex
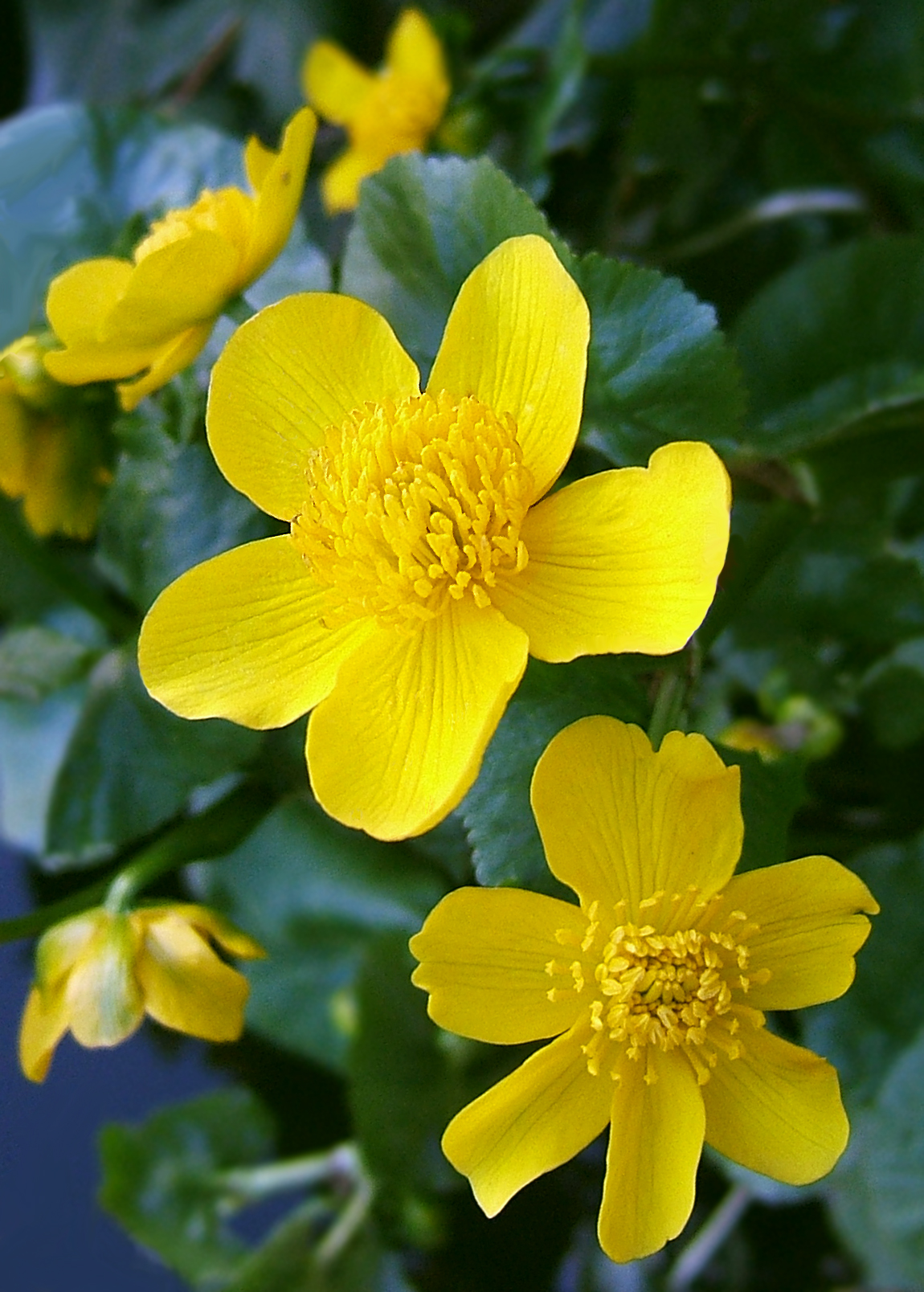
Caltheae: Caltha palustris
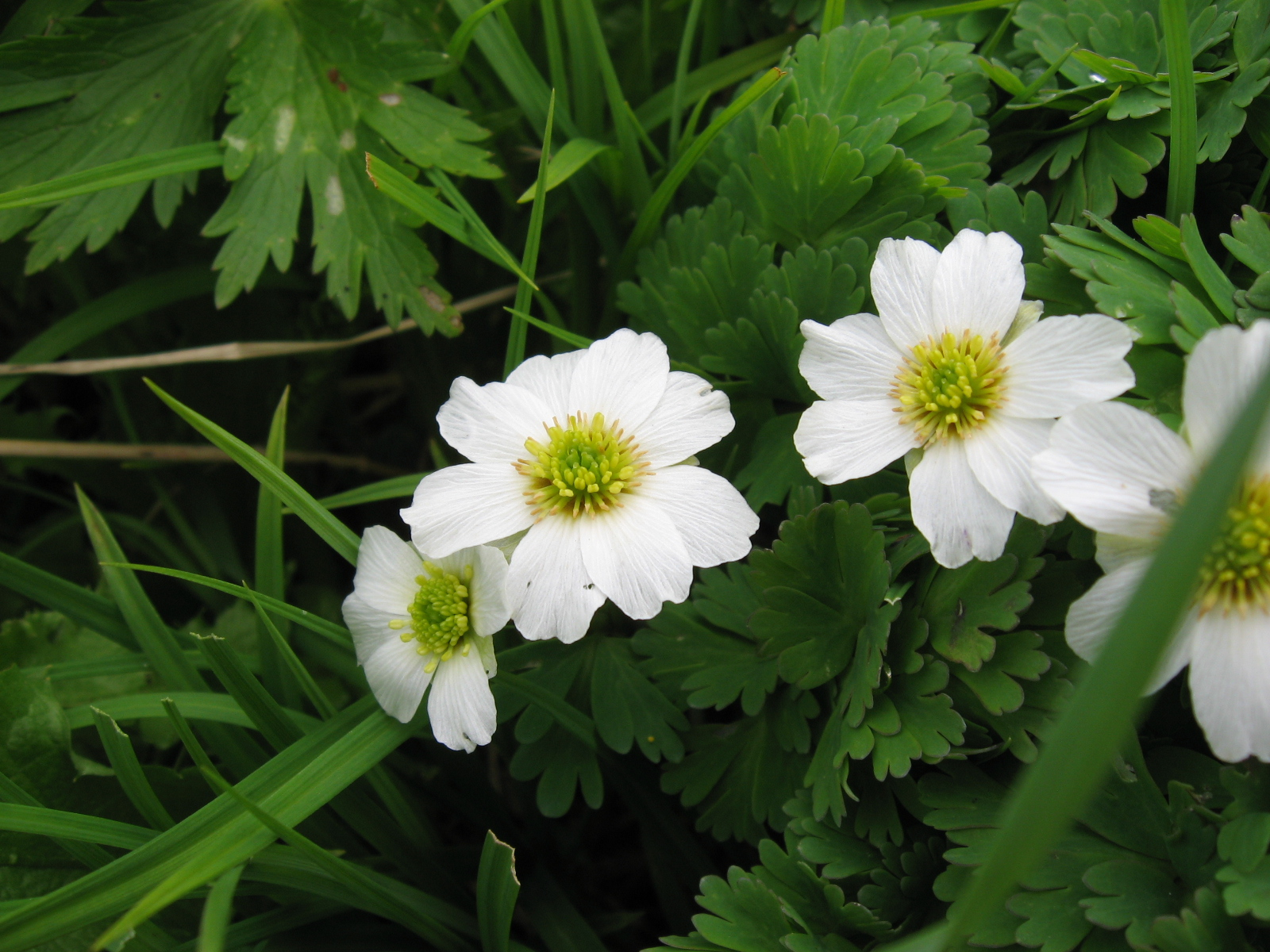
Callianthemeae: Callianthemum hondoense
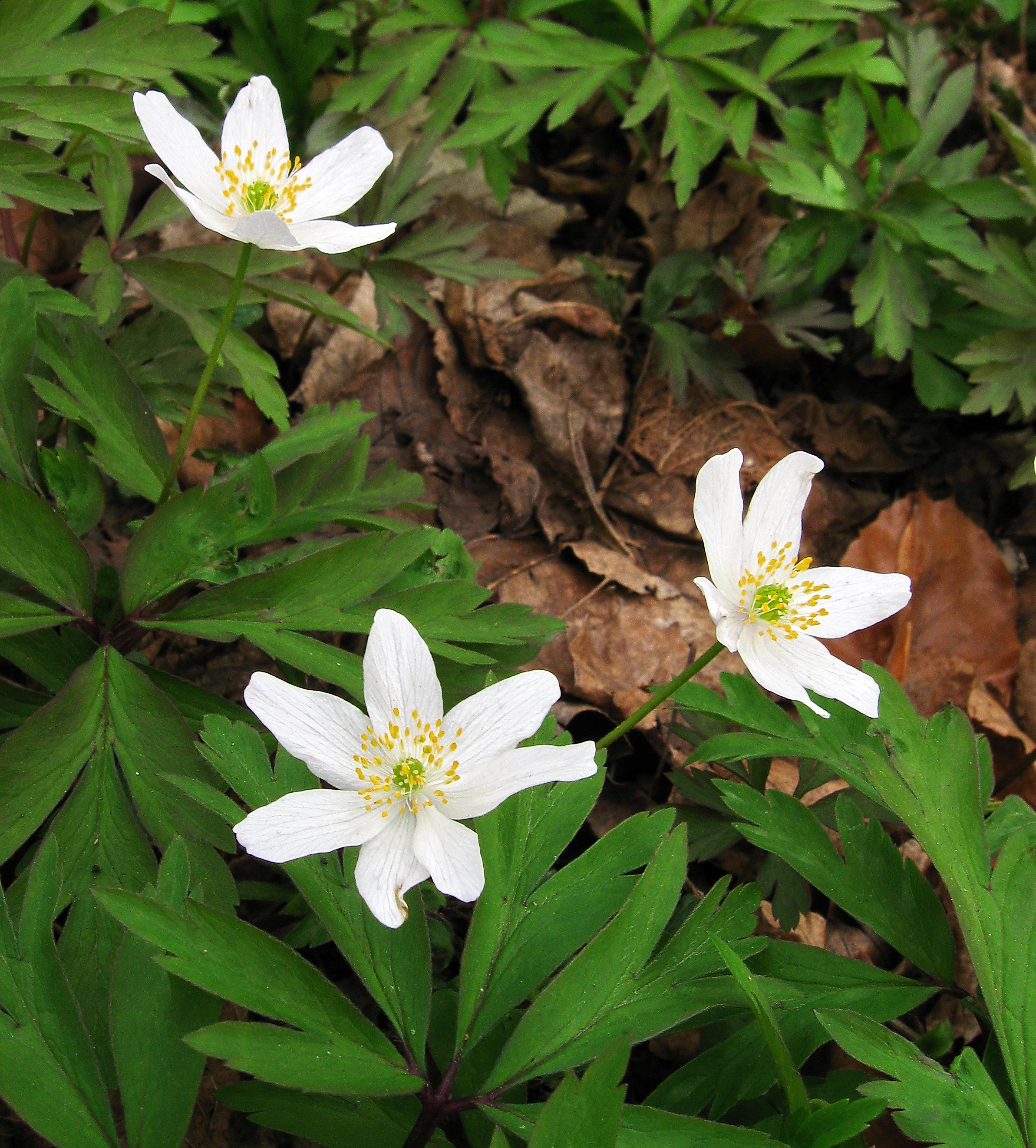
Anemoneae: Anemone nemorosa
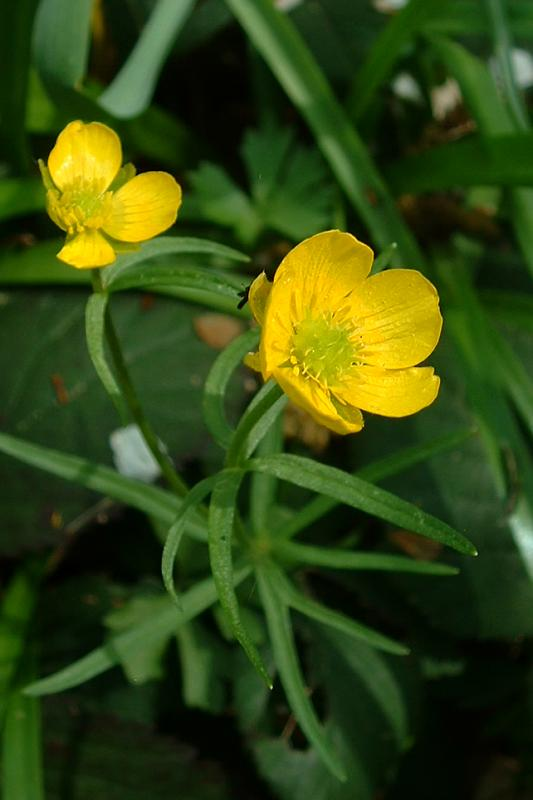
Ranunculeae: Ranunculus auricomus

### Các phân họ khác

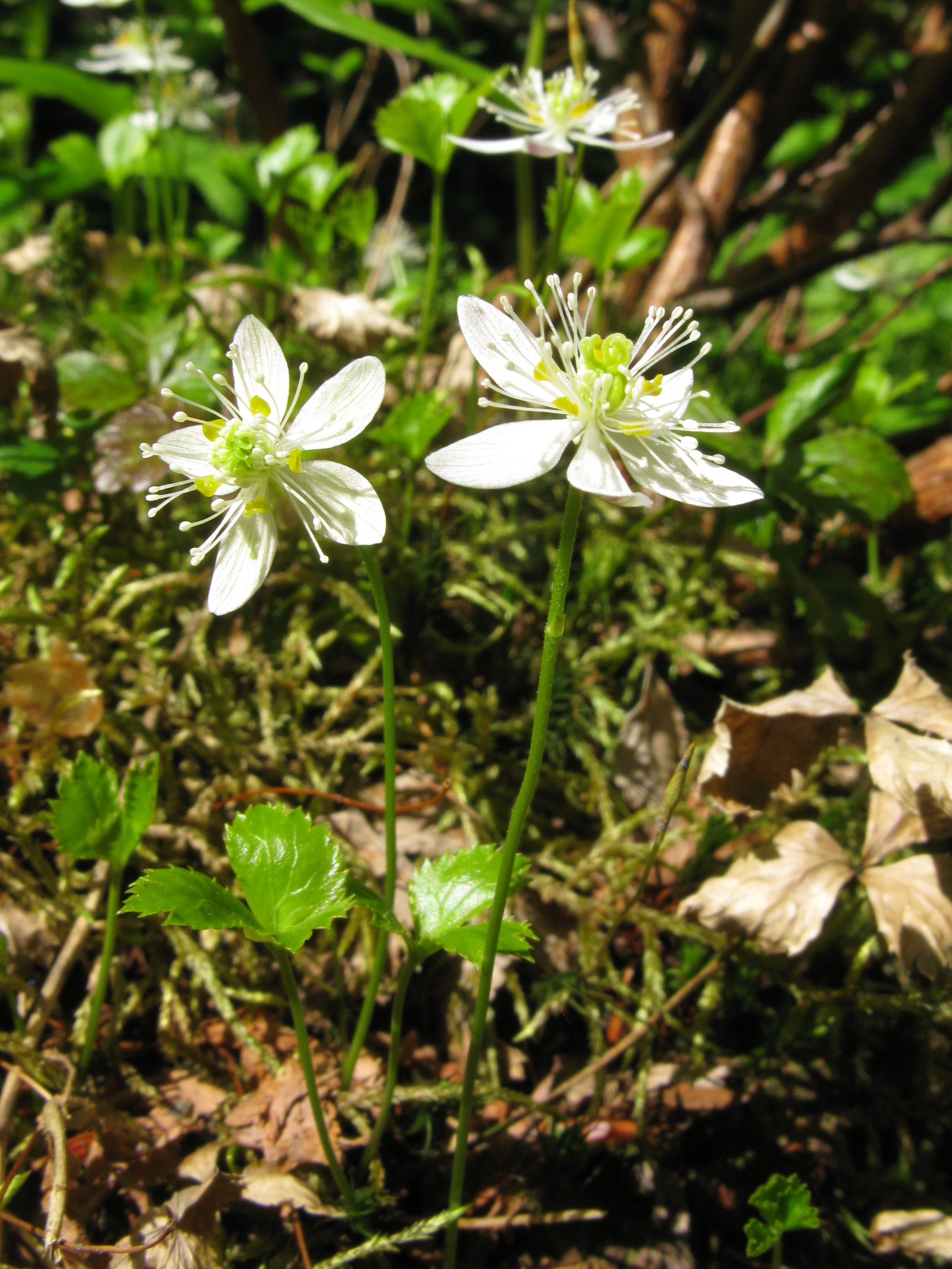
Coptidoideae: Coptis trifolia
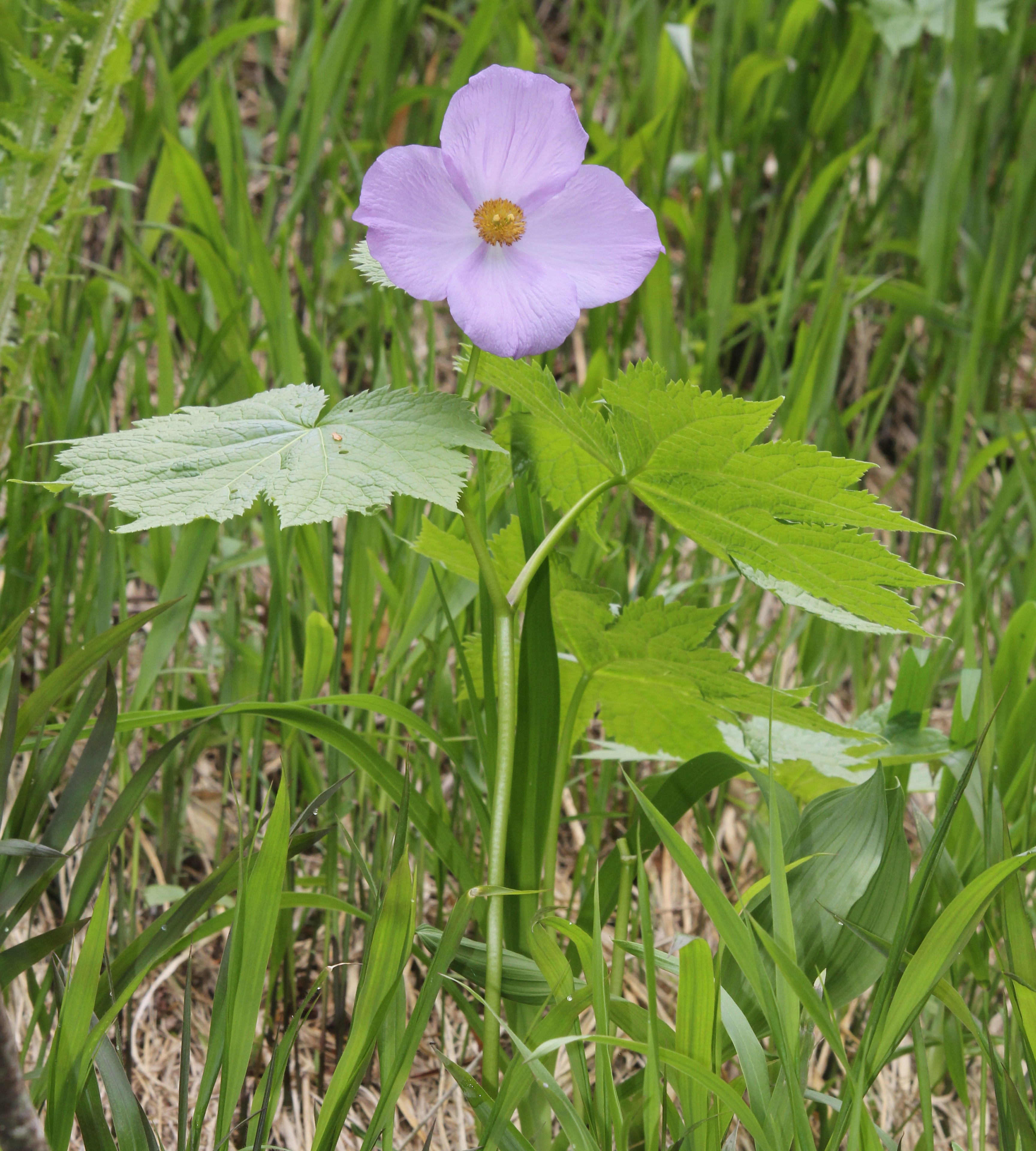
Glaucidioideae: Glaucidium palmatum
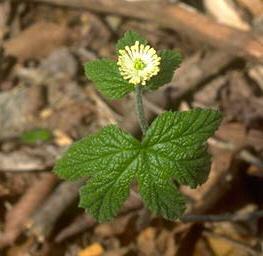
Hydrastidoideae: Hydrastis canadensis
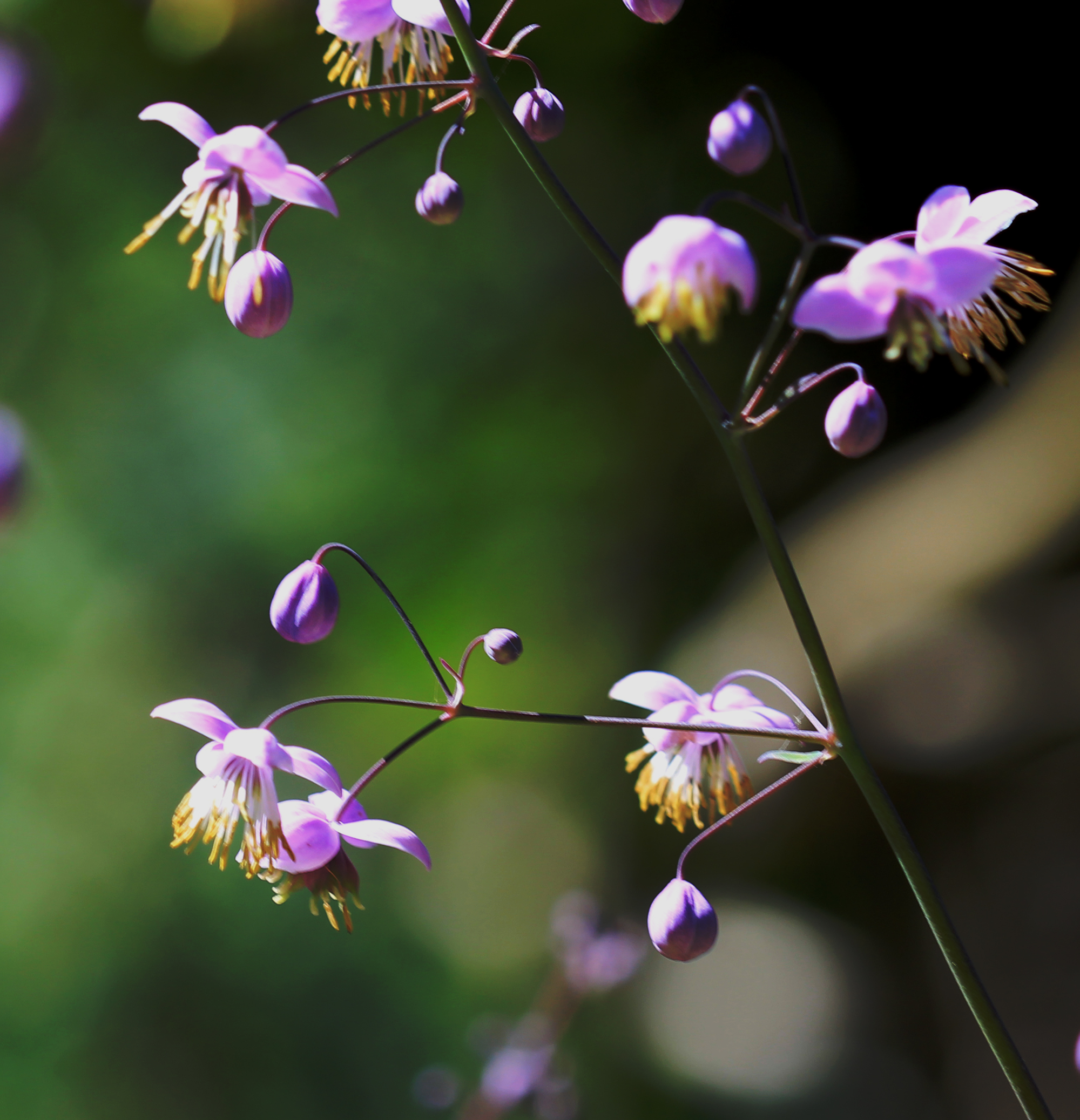
Thalictroideae: Thalictrum delavayi
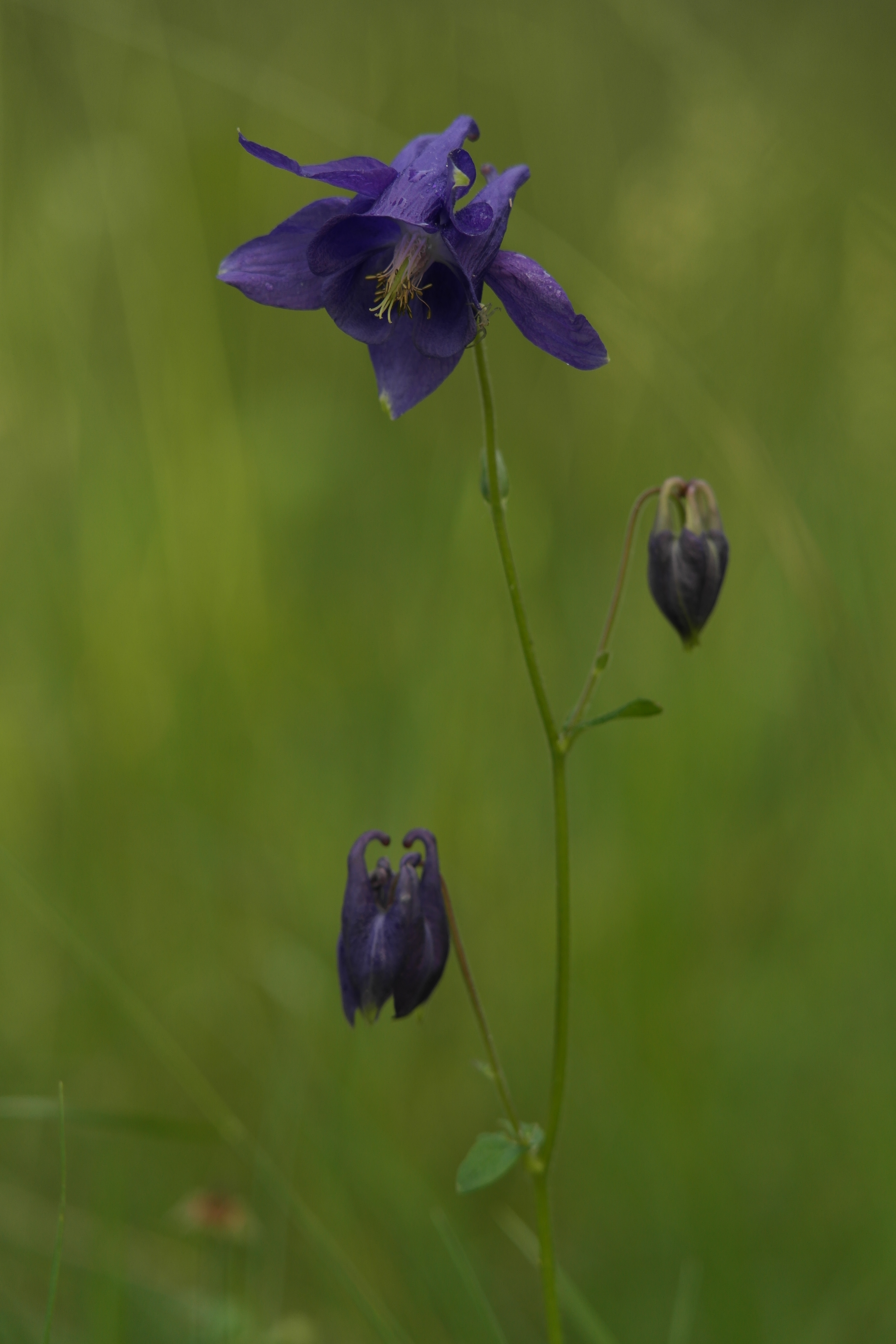
Thalictroideae: Aquilegia vulgaris
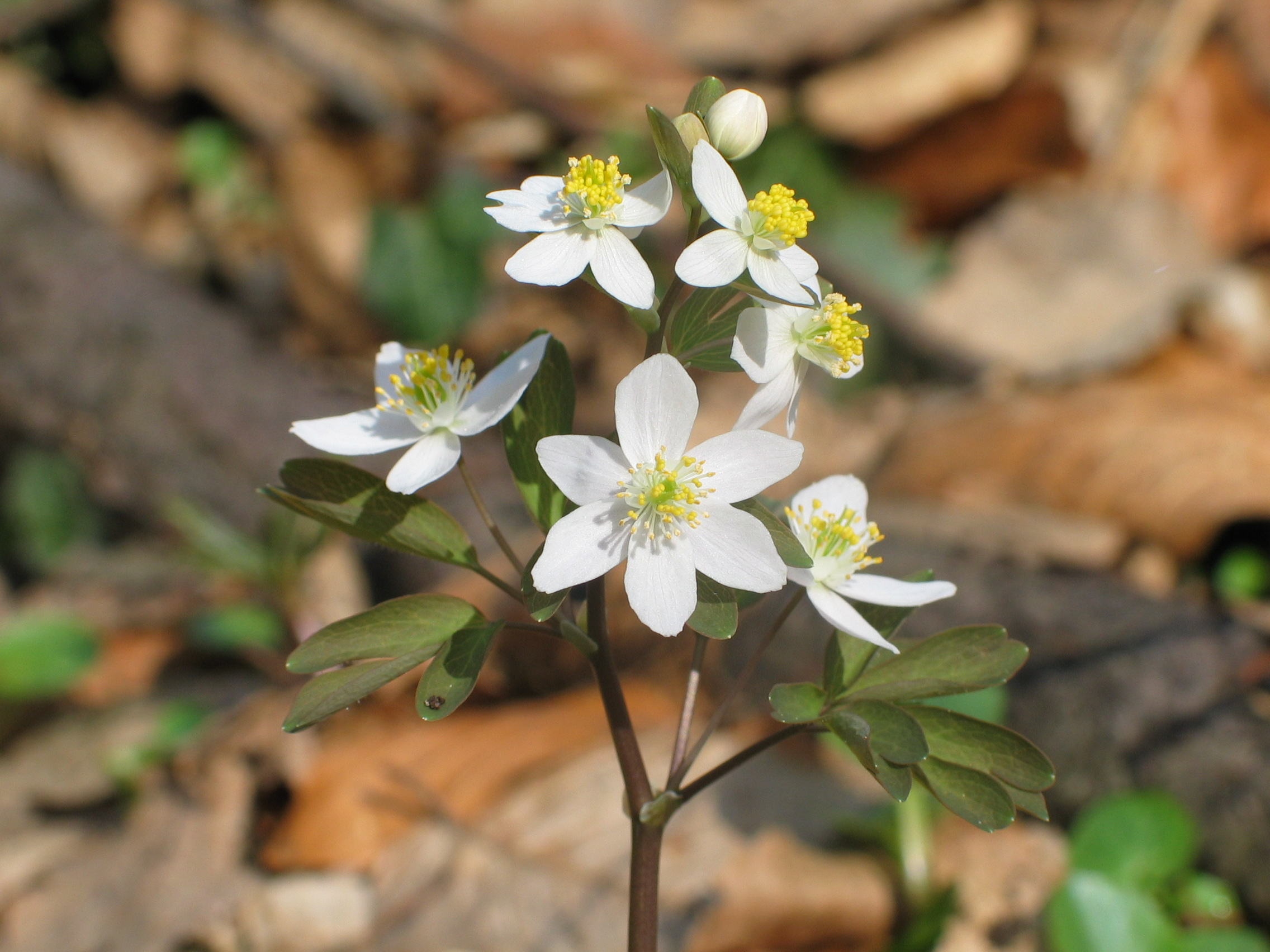
Thalictroideae: Isopyrum thalictroides